# Stenulota
Stenulota (Ulota hutchinsiae) är en bladmossart som beskrevs av Hammar 1852. Stenulota ingår i släktet ulotor, och familjen Orthotrichaceae. Arten är reproducerande i Sverige. Inga underarter finns listade i Catalogue of Life.